# Дубовляны (Минская область)
Дубовляны — деревня в Папернянском сельсовете Минского района Минской области Белоруссии.

## Описание
Дубовляны находятся в 4 километрах от МКАД в мядельском направлении. В деревне 2 улицы, в пределах 3 километров  есть амбулатория, отделение связи и банка, несколько продуктовых магазинов, а также фирменный магазин птицефабрики имени Крупской. На востоке граничит с агрогородком Большевик.

## Транспорт

#### Автобусы
- 322 ДС Карастояновой - Заболотье
- 322б Площадь Бангалор - Заболотье
- 337 ДС Карастояновой - Областная больница
- 348б Площадь Бангалор - Городок
- 367 ДС Карастояновой - Большевик
- 369а ДС Карастояновой - Янушковичи
- 381 ДС Карастояновой - Большие Бесяды
- 398 ДС Карастояновой - С/т Родники-2
- 402 ДС Карастояновой - Нелидовичи
- 404 ДС Карастояновой - Жуковка-1
- 404б Площадь Бангалор - Жуковка-1
- 416 ДС Карастояновой - Соломоречье

#### Маршрутки
- 1548 Комаровский рынок - Городок
- 1548Б Комаровский рынок - Боровцы
- 1567 Комаровский рынок - Большевик